# العرابة (جالة)
العرابة هو دُوَّار يقع بجماعة تاينست، إقليم تازة، جهة فاس مكناس في المملكة المغربية. ينتمي الدوّار لمشيخة جالة التي تضم 5 دواوير. يقدر عدد سكانه بـ 428 نسمة حسب الإحصاء الرسمي للسكان والسكنى لسنة 2004.

## روابط خارجية
- البوابة الوطنية للجماعات الترابية
- المندوبية السامية للتخطيط